# Acantholimon schahrudicum
Acantholimon schahrudicum är en triftväxtart som beskrevs av Aleksandr Andrejevitj Bunge. Acantholimon schahrudicum ingår i släktet Acantholimon och familjen triftväxter. Inga underarter finns listade i Catalogue of Life.